# Paul James
Paul James (Washington D.C.) is een Amerikaans acteur.

## Biografie
James werd geboren in Washington D.C. en groeide op in de staat Maryland. Hij doorliep de high school aan de Quince Orchard High School in Gaithersburg. 
James begon in 2004 met acteren in de film The Deerings, waarna hij nog in meerdere films en televisieseries speelde. Hij is vooral bekend van zijn rol als Calvin Owens in de televisieserie Greek waar hij in 74 afleveringen speelde (2007-2011), en van zijn rol als officier derde klasse O'Connor in de televisieserie The Last Ship waar hij in 22 afleveringen speelde (2014-2017). Voor zijn rol in Greek werd hij in 2009 genomineerd voor een Image Award in de categorie Uitstekende Acteur in een Komedieserie. 

## Filmografie

### Films
Uitgezonderd korte films.
- 2021 Nash Bridges - als Keith 'Philly' Morton
- 2019 Goldie - als Chris
- 2018 Unlovable - als Ben
- 2015 Mr. Intangibles - als Jon Jon
- 2015 Desecrated - als Marcus
- 2013 Crawlspace - als Derek
- 2007 Spinning Into Butter - als Simon Brick
- 2006 Twenty Questions - als George Perkins
- 2006 The Architect - als Shawn
- 2005 Cry Wolf - als Lewis
- 2004 The Deerings - als C.J.

### Televisieseries
Uitgezonderd eenmalige gastrollen.
- 2023 Lessons in Chemistry - als harlie Sloane - 5 afl.
- 2022 I Love That for You - als Jordan Wahl - 8 afl.
- 2019 Soundtrack - als Samson Hughes - 10 afl.
- 2019 The Hot Zone - als Ben Gellis - 6 afl.
- 2014-2017 The Last Ship - als officier derde klasse O'Connor - 22 afl.
- 2016-2017 The Path - als Sean Egan - 21 afl.
- 2014 Farmed and Dangerous - als Max - 2 afl.
- 2011 Torchwood - als Noah Vickers - 5 afl.
- 2007-2011 Greek - als Calvin Owens - 74 afl.